# Чишек, Уолтер
Уо́лтер Джозеф Чи́шек (англ. Walter Joseph Ciszek), в СССР носил имена Владимир Мартынович Липинский и Вальтер Мартынович Чишек; (4 ноября 1904, Шенандоа, шт. Пенсильвания, США — 8 декабря 1984, Нью-Йорк) — американский католический священник, член ордена иезуитов. Около 15 лет провёл в советских лагерях.

## Биография

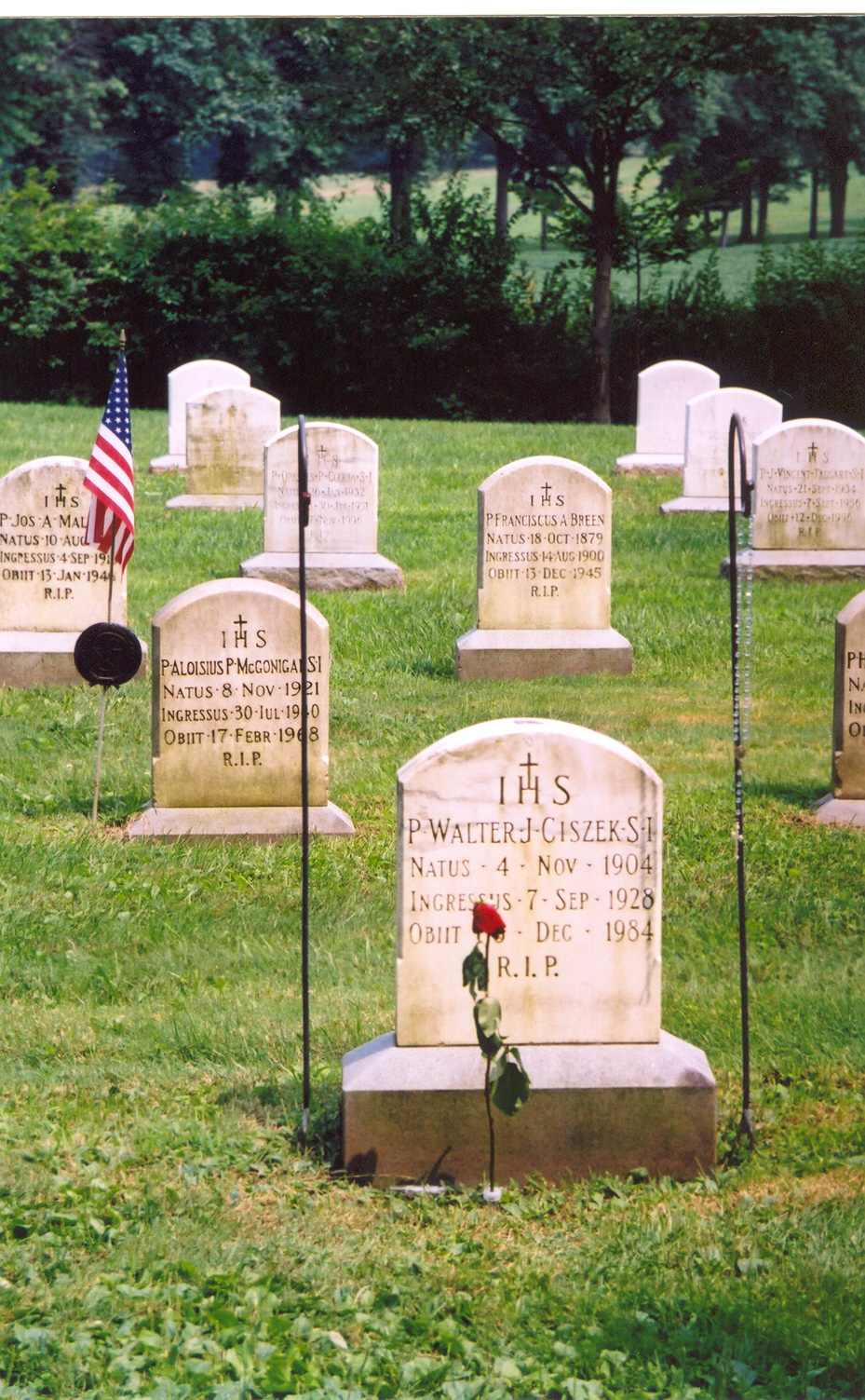
Могила У. Чишека

Родился  4 ноября 1904 в католической семье с польскими корнями. В 1928 году поступил в иезуитскую семинарию в Орчард-Лэйке, Мичиган и одновременно вступил в новициат. В 1934 году переехал в Рим, где поступил в коллегию Руссикум, готовившую католических священников для будущего служения в СССР. В 1937 году окончил коллегию и был рукоположён в священники византийского обряда.
В сентябре 1939 года служил в резиденции иезуитов в Альбертине под Слонимом в восточной Польше (современная Беларусь), когда она оказалась занятой советскими войсками. Чишек решил перейти на нелегальное положение и под вымышленным именем Владимир Липинский переехал на Урал, где нанялся на лесозаготовочные работы. В 1941 году арестован, 26 июля 1942 года приговорён к 15 годам заключения «за шпионаж». До 1946 года содержался на Лубянке и в Бутырской тюрьме, затем его отправили на поезде в Красноярск, а после этого на барже в течение 20 дней вниз по Енисею в Норильск. Отбывал заключение в лагерях Дудинки, Норильска и Кайеркана. В Дудинке он грузил каменный уголь на грузовые суда, а затем был переведён на работу в угольные шахты. Через год его отправили на строительство обогатительной фабрики. Его мемуары дают яркое описание восстания, которое произошло в Норильске вскоре после смерти Иосифа Сталина. Он участвовал в забастовке в 5-м лаготделении Горлага, где забастовка была кроваво подавлена.  С октября 1953 по 1955 год снова работал в шахтах.
Чишеку предлагали освобождение за переход в православие, но он отверг предложение. На протяжении всего своего длительного заключения Чишек продолжал молиться, совершать Божественную литургию, принимать исповеди, проводить духовные упражнения и выполнять приходское служение.
К 22 апреля 1955 года срок заключения Чишека истёк, и он был освобождён с ограничением проживания в городе Норильске. В это время он наконец смог написать своим сёстрам в Соединённых Штатах, его считали погибшим как его родственники, так и орден иезуитов.
22 апреля 1955 года освобождён, проживал в Норильске и Красноярске, где полуофициально окормлял местных католиков. Недовольные данным обстоятельством власти предложили ему покинуть сначала Норильск, а затем Красноярск. Чишек переехал в Абакан, где работал на заводе. В октябре 1963 года получил разрешение покинуть СССР. Жил в Нью-Йорке, преподавал в Русском центре исследования восточного христианства при Форемском университете и совершал богослужения в Русском католическом приходе св. Архангела Михаил на Манхеттене в Нью-Йорке.
Опубликовал две книги мемуаров: With God in Russia (1964) и He Leadeth Me (в русском переводе «Господь вёл меня», 1973).

## Прославление
В 1991 году в епархии Пассейика (Русинская грекокатолическая церковь) был начат беатификационный процесс о. Уолтера Чишека. Ему присвоен титул Слуга Божий.